# Hesychotypa miniata
Hesychotypa miniata là một loài bọ cánh cứng trong họ Cerambycidae.